# Bromley (Simbabwe)
Bromley ist eine Ortschaft im Distrikt Goromonzi der nordöstlichen Provinz Mashonaland East in Simbabwe.

## Infrastruktur
Sie liegt an der Nationalstraße A3 zwischen Harare und Marondera und verfügt über einen Bahnhof an der parallel dazu verlaufenden Eisenbahnlinie der National Railways of Zimbabwe, die bis Mutare und dem nahegelegenen Grenzübergang führt.